# Урубамба (город)
Урубамба (исп. Urubamba, кечуа Urupampa) — город на юго-востоке центральной части Перу. Административный центр одноимённой провинции в регионе Куско. 
Крупнейший город в Священной долине инков; вблизи Урубамбы находится несколько важных археологических памятников, в том числе Мачу-Пикчу. Город является удобным остановочным пунктом перед посещением близлежащих достопримечательностей, а также местом для акклиматизации.
Население города по данным переписи 2005 года составляет 10 771 человек; по данным на 2010 год население города — 12 853 человека.

## Города-побратимы
- Эхинг (Фрайзинг)